# 1636 a tudományban
Az 1636. év a tudományban és a technikában.

## Események
- szeptember 8. – A Harvard Egyetem alapítása

## Halálozások
- február 22. – Sanctorius itáliai anatómus, fiziológus (* 1561)
- Michael Sendivogius lengyel alkimista (* 1566)